# Lista över fornlämningar i Tingsryds kommun
Lista över fornlämningar i Tingsryds kommun är en förteckning av ett urval av de fornlämningar som finns i Tingsryds kommun.

## Almundsryd
| Namn                               | Lämningstyp                 | Tillkomsttid | Historisk indelning | Plats | Läge                 | ID-nr          | Bild                                      |
| ---------------------------------- | --------------------------- | ------------ | ------------------- | ----- | -------------------- | -------------- | ----------------------------------------- |
| Almundsryd 20:1                    | Grav markerad av sten/block |              | Almundsryd, Småland |       | 56.509346, 14.684687 | 10069400200001 | Ladda upp en bild av detta fornminne      |
| Almundsryd 20:2                    | Grav markerad av sten/block |              | Almundsryd, Småland |       | 56.509421, 14.684652 | 10069400200002 | Ladda upp en bild av detta fornminne      |
| Almundsryd 20:3                    | Grav markerad av sten/block |              | Almundsryd, Småland |       | 56.509481, 14.684584 | 10069400200003 | Ladda upp en bild av detta fornminne      |
| Almundsryd 20:4                    | Hög                         |              | Almundsryd, Småland |       | 56.509320, 14.684503 | 10069400200004 | Ladda upp en bild av detta fornminne      |
| Pestbacken (Almundsryd 37:1)       | Begravningsplats            |              | Almundsryd, Småland |       | 56.496366, 14.606272 | 10069400370001 | Ladda upp en bild av detta fornminne      |
| Peståkern (Almundsryd 101:1)       | Begravningsplats            |              | Almundsryd, Småland |       | 56.483682, 14.695116 | 10069401010001 | Ladda upp en bild av detta fornminne      |
| Hönshylte skans (Almundsryd 102:1) | Borg                        |              | Almundsryd, Småland |       | 56.482323, 14.695932 | 10069401020001 | Ladda upp en till bild av detta fornminne |
| Kung Hönas sten (Almundsryd 103:1) | Grav markerad av sten/block |              | Almundsryd, Småland |       | 56.472666, 14.692848 | 10069401030001 | Ladda upp en bild av detta fornminne      |
| Almundsryd 125:1                   | Stenkrets                   |              | Almundsryd, Småland |       | 56.406255, 14.731387 | 10069401250001 | Ladda upp en bild av detta fornminne      |
| Almundsryd 139:1                   | Borg                        |              | Almundsryd, Småland |       | 56.509784, 14.711032 | 10069401390001 | Ladda upp en bild av detta fornminne      |
| Almundsryd 251:1                   | Borg                        |              | Almundsryd, Småland |       | 56.507113, 14.707210 | 10069402510001 | Ladda upp en bild av detta fornminne      |
| Almundsryd 254:1                   | Stensättning                |              | Almundsryd, Småland |       | 56.506140, 14.750024 | 10069402540001 | Ladda upp en bild av detta fornminne      |
| Almundsryd 269:1                   | Stensättning                |              | Almundsryd, Småland |       | 56.519877, 14.692820 | 10069402690001 | Ladda upp en bild av detta fornminne      |
| Almundsryd 269:2                   | Stensättning                |              | Almundsryd, Småland |       | 56.520104, 14.692833 | 10069402690002 | Ladda upp en bild av detta fornminne      |
| Almundsryd 273:1                   | Borg                        |              | Almundsryd, Småland |       | 56.509466, 14.711829 | 10069402730001 | Ladda upp en bild av detta fornminne      |
| Almundsryd 286:1                   | Stensättning                |              | Almundsryd, Småland |       | 56.531791, 14.699666 | 10069402860001 | Ladda upp en bild av detta fornminne      |
| Almundsryd 309:1                   | Stensättning                |              | Almundsryd, Småland |       | 56.510340, 14.664350 | 10069403090001 | Ladda upp en bild av detta fornminne      |
| Almundsryd 327:1                   | Kvarn                       |              | Almundsryd, Småland |       | 56.528151, 14.609195 | 10069403270001 | Ladda upp en bild av detta fornminne      |
| Almundsryd 379:1                   | Stensättning                |              | Almundsryd, Småland |       | 56.583495, 14.701615 | 10069403790001 | Ladda upp en bild av detta fornminne      |
| Almundsryd 379:2                   | Stensättning                |              | Almundsryd, Småland |       | 56.583394, 14.701565 | 10069403790002 | Ladda upp en bild av detta fornminne      |
| Almundsryd 379:3                   | Stensättning                |              | Almundsryd, Småland |       | 56.583295, 14.701519 | 10069403790003 | Ladda upp en bild av detta fornminne      |
| Almundsryd 379:4                   | Stensättning                |              | Almundsryd, Småland |       | 56.583315, 14.701092 | 10069403790004 | Ladda upp en bild av detta fornminne      |
| Almundsryd 387:1                   | Röse                        |              | Almundsryd, Småland |       | 56.605712, 14.706781 | 10069403870001 | Ladda upp en bild av detta fornminne      |
| Almundsryd 395:1                   | Stenkrets                   |              | Almundsryd, Småland |       | 56.588159, 14.706596 | 10069403950001 | Ladda upp en bild av detta fornminne      |
| Almundsryd 462:1                   | Röse                        |              | Almundsryd, Småland |       | 56.497652, 14.773435 | 10069404620001 | Ladda upp en bild av detta fornminne      |
| Almundsryd 524                     | Stensättning                |              | Almundsryd, Småland |       | 56.606146, 14.691064 | 12000000130351 | Ladda upp en bild av detta fornminne      |

## Linneryd
| Namn                        | Lämningstyp                      | Tillkomsttid | Historisk indelning | Plats | Läge                 | ID-nr          | Bild                                      |
| --------------------------- | -------------------------------- | ------------ | ------------------- | ----- | -------------------- | -------------- | ----------------------------------------- |
| Dackes grav (Linneryd 3:1)  | Grav markerad av sten/block      |              | Linneryd, Småland   |       | 56.661720, 15.140299 | 10073300030001 | Ladda upp en bild av detta fornminne      |
| Linneryd 11:1               | Stensättning                     |              | Linneryd, Småland   |       | 56.561301, 15.166064 | 10073300110001 | Ladda upp en bild av detta fornminne      |
| Linneryd 12:1               | Stensättning                     |              | Linneryd, Småland   |       | 56.561832, 15.166214 | 10073300120001 | Ladda upp en bild av detta fornminne      |
| Pengaröret (Linneryd 14:1)  | Röse                             |              | Linneryd, Småland   |       | 56.608183, 15.197028 | 10073300140001 | Ladda upp en bild av detta fornminne      |
| Linneryd 17:1               | Röse                             |              | Linneryd, Småland   |       | 56.629431, 15.189418 | 10073300170001 | Ladda upp en bild av detta fornminne      |
| Linneryd 18:1               | Stenkammargrav                   |              | Linneryd, Småland   |       | 56.638898, 15.169608 | 10073300180001 | Ladda upp en bild av detta fornminne      |
| Linneryd 20:1               | Röse                             |              | Linneryd, Småland   |       | 56.659639, 15.172725 | 10073300200001 | Ladda upp en bild av detta fornminne      |
| Linneryd 23:1               | Röse                             |              | Linneryd, Småland   |       | 56.662334, 15.164939 | 10073300230001 | Ladda upp en bild av detta fornminne      |
| Linneryd 24:1               | Röse                             |              | Linneryd, Småland   |       | 56.665684, 15.164589 | 10073300240001 | Ladda upp en bild av detta fornminne      |
| Linneryd 24:2               | Röse                             |              | Linneryd, Småland   |       | 56.665557, 15.164912 | 10073300240002 | Ladda upp en bild av detta fornminne      |
| Linneryd 24:3               | Röse                             |              | Linneryd, Småland   |       | 56.665694, 15.165346 | 10073300240003 | Ladda upp en bild av detta fornminne      |
| Linneryd 28:1               | Stenkrets                        |              | Linneryd, Småland   |       | 56.647779, 15.173669 | 10073300280001 | Ladda upp en bild av detta fornminne      |
| Linneryd 28:2               | Röse                             |              | Linneryd, Småland   |       | 56.647804, 15.173209 | 10073300280002 | Ladda upp en bild av detta fornminne      |
| Linneryd 29:1               | Stensättning                     |              | Linneryd, Småland   |       | 56.648421, 15.170757 | 10073300290001 | Ladda upp en bild av detta fornminne      |
| Linneryd 30:1               | Röse                             |              | Linneryd, Småland   |       | 56.628145, 15.129496 | 10073300300001 | Ladda upp en bild av detta fornminne      |
| Linneryd 30:2               | Stenkammargrav                   |              | Linneryd, Småland   |       | 56.627826, 15.129601 | 10073300300002 | Ladda upp en bild av detta fornminne      |
| Linneryd 33:1               | Gravfält                         |              | Linneryd, Småland   |       | 56.625757, 15.126999 | 10073300330001 | Ladda upp en bild av detta fornminne      |
| Linneryd 36:1               | Stensättning                     |              | Linneryd, Småland   |       | 56.630941, 15.132411 | 10073300360001 | Ladda upp en bild av detta fornminne      |
| Linneryd 36:2               | Stensättning                     |              | Linneryd, Småland   |       | 56.631209, 15.132652 | 10073300360002 | Ladda upp en bild av detta fornminne      |
| Linneryd 38:1               | Gravfält                         |              | Linneryd, Småland   |       | 56.666078, 15.160692 | 10073300380001 | Ladda upp en bild av detta fornminne      |
| Drakarören (Linneryd 41:1)  | Röse                             |              | Linneryd, Småland   |       | 56.604306, 15.166018 | 10073300410001 | Ladda upp en bild av detta fornminne      |
| Drakarören (Linneryd 42:1)  | Röse                             |              | Linneryd, Småland   |       | 56.603931, 15.165102 | 10073300420001 | Ladda upp en bild av detta fornminne      |
| Linneryd 44:1               | Stenkammargrav                   |              | Linneryd, Småland   |       | 56.549553, 15.153262 | 10073300440001 | Ladda upp en bild av detta fornminne      |
| Linneryd 45:1               | Röse                             |              | Linneryd, Småland   |       | 56.547593, 15.151249 | 10073300450001 | Ladda upp en bild av detta fornminne      |
| Linneryd 46:1               | Röse                             |              | Linneryd, Småland   |       | 56.545469, 15.147281 | 10073300460001 | Ladda upp en bild av detta fornminne      |
| Linneryd 55:1               | Röse                             |              | Linneryd, Småland   |       | 56.640403, 15.109184 | 10073300550001 | Ladda upp en bild av detta fornminne      |
| Linneryd 56:1               | Röse                             |              | Linneryd, Småland   |       | 56.640034, 15.110628 | 10073300560001 | Ladda upp en bild av detta fornminne      |
| Linneryd 56:2               | Röse                             |              | Linneryd, Småland   |       | 56.640138, 15.111394 | 10073300560002 | Ladda upp en bild av detta fornminne      |
| Linneryd 62:1               | Röse                             |              | Linneryd, Småland   |       | 56.632578, 15.118126 | 10073300620001 | Ladda upp en bild av detta fornminne      |
| Linneryd 77:1               | Stensättning                     |              | Linneryd, Småland   |       | 56.600397, 15.100630 | 10073300770001 | Ladda upp en bild av detta fornminne      |
| Linneryd 78:1               | Husgrund, förhistorisk/medeltida |              | Linneryd, Småland   |       | 56.631139, 15.130607 | 10073300780001 | Ladda upp en bild av detta fornminne      |
| Linneryd 82:1               | Röse                             |              | Linneryd, Småland   |       | 56.596009, 15.133317 | 10073300820001 | Ladda upp en bild av detta fornminne      |
| Linneryd 93:1               | Röse                             |              | Linneryd, Småland   |       | 56.564978, 15.164827 | 10073300930001 | Ladda upp en bild av detta fornminne      |
| Linneryd 93:2               | Röse                             |              | Linneryd, Småland   |       | 56.564967, 15.165110 | 10073300930002 | Ladda upp en bild av detta fornminne      |
| Linneryd 94:1               | Röse                             |              | Linneryd, Småland   |       | 56.563697, 15.166605 | 10073300940001 | Ladda upp en bild av detta fornminne      |
| Linneryd 94:2               | Röse                             |              | Linneryd, Småland   |       | 56.563723, 15.166286 | 10073300940002 | Ladda upp en bild av detta fornminne      |
| Linneryd 101:1              | Röse                             |              | Linneryd, Småland   |       | 56.563658, 15.164343 | 10073301010001 | Ladda upp en bild av detta fornminne      |
| Linneryd 102:1              | Röse                             |              | Linneryd, Småland   |       | 56.564135, 15.165345 | 10073301020001 | Ladda upp en bild av detta fornminne      |
| Linneryd 103:1              | Röse                             |              | Linneryd, Småland   |       | 56.564332, 15.166147 | 10073301030001 | Ladda upp en bild av detta fornminne      |
| Linneryd 104:1              | Röse                             |              | Linneryd, Småland   |       | 56.565182, 15.167854 | 10073301040001 | Ladda upp en bild av detta fornminne      |
| Linneryd 104:2              | Röse                             |              | Linneryd, Småland   |       | 56.565074, 15.167685 | 10073301040002 | Ladda upp en bild av detta fornminne      |
| Linneryd 104:3              | Röse                             |              | Linneryd, Småland   |       | 56.564970, 15.167480 | 10073301040003 | Ladda upp en bild av detta fornminne      |
| Linneryd 104:4              | Stensättning                     |              | Linneryd, Småland   |       | 56.564897, 15.167209 | 10073301040004 | Ladda upp en bild av detta fornminne      |
| Linneryd 106:1              | Röse                             |              | Linneryd, Småland   |       | 56.560840, 15.165789 | 10073301060001 | Ladda upp en bild av detta fornminne      |
| Linneryd 107:1              | Stenkrets                        |              | Linneryd, Småland   |       | 56.569164, 15.178982 | 10073301070001 | Ladda upp en till bild av detta fornminne |
| Linneryd 108:1              | Röse                             |              | Linneryd, Småland   |       | 56.568681, 15.172880 | 10073301080001 | Ladda upp en bild av detta fornminne      |
| Linneryd 109:1              | Stensättning                     |              | Linneryd, Småland   |       | 56.568055, 15.173066 | 10073301090001 | Ladda upp en bild av detta fornminne      |
| Linneryd 110:1              | Röse                             |              | Linneryd, Småland   |       | 56.568723, 15.173750 | 10073301100001 | Ladda upp en bild av detta fornminne      |
| Linneryd 111:1              | Röse                             |              | Linneryd, Småland   |       | 56.574916, 15.207484 | 10073301110001 | Ladda upp en bild av detta fornminne      |
| Linneryd 112:1              | Röse                             |              | Linneryd, Småland   |       | 56.571516, 15.209626 | 10073301120001 | Ladda upp en bild av detta fornminne      |
| Linneryd 113:1              | Grav markerad av sten/block      |              | Linneryd, Småland   |       | 56.577632, 15.201680 | 10073301130001 | Ladda upp en bild av detta fornminne      |
| Linneryd 114:1              | Röse                             |              | Linneryd, Småland   |       | 56.578282, 15.207605 | 10073301140001 | Ladda upp en bild av detta fornminne      |
| Linneryd 116:1              | Stenkammargrav                   |              | Linneryd, Småland   |       | 56.585714, 15.195105 | 10073301160001 | Ladda upp en bild av detta fornminne      |
| Linneryd 117:1              | Röse                             |              | Linneryd, Småland   |       | 56.628924, 15.130436 | 10073301170001 | Ladda upp en bild av detta fornminne      |
| Linneryd 117:2              | Röse                             |              | Linneryd, Småland   |       | 56.628725, 15.130444 | 10073301170002 | Ladda upp en bild av detta fornminne      |
| Linneryd 119:1              | Stenkammargrav                   |              | Linneryd, Småland   |       | 56.627633, 15.127862 | 10073301190001 | Ladda upp en bild av detta fornminne      |
| Linneryd 120:1              | Stenkammargrav                   |              | Linneryd, Småland   |       | 56.627249, 15.128814 | 10073301200001 | Ladda upp en bild av detta fornminne      |
| Linneryd 121:1              | Hög                              |              | Linneryd, Småland   |       | 56.628277, 15.131898 | 10073301210001 | Ladda upp en bild av detta fornminne      |
| Linneryd 123:1              | Röse                             |              | Linneryd, Småland   |       | 56.630637, 15.131229 | 10073301230001 | Ladda upp en bild av detta fornminne      |
| Linneryd 125:1              | Röse                             |              | Linneryd, Småland   |       | 56.580475, 15.199981 | 10073301250001 | Ladda upp en bild av detta fornminne      |
| Linneryd 126:1              | Stenkammargrav                   |              | Linneryd, Småland   |       | 56.645707, 15.121403 | 10073301260001 | Ladda upp en bild av detta fornminne      |
| Linneryd 127:1              | Röse                             |              | Linneryd, Småland   |       | 56.639055, 15.118554 | 10073301270001 | Ladda upp en bild av detta fornminne      |
| Linneryd 129:1              | Stenkammargrav                   |              | Linneryd, Småland   |       | 56.614789, 15.146637 | 10073301290001 | Ladda upp en bild av detta fornminne      |
| Linneryd 130:1              | Röse                             |              | Linneryd, Småland   |       | 56.581458, 15.128722 | 10073301300001 | Ladda upp en bild av detta fornminne      |
| Linneryd 133:1              | Grav- och boplatsområde          |              | Linneryd, Småland   |       | 56.629031, 15.238959 | 10073301330001 | Ladda upp en bild av detta fornminne      |
| Linneryd 134:1              | Begravningsplats                 |              | Linneryd, Småland   |       | 56.664746, 15.253891 | 10073301340001 | Ladda upp en bild av detta fornminne      |
| Linneryd 135:1              | Grav markerad av sten/block      |              | Linneryd, Småland   |       | 56.631055, 15.237300 | 10073301350001 | Ladda upp en bild av detta fornminne      |
| Linneryd 136:1              | Röse                             |              | Linneryd, Småland   |       | 56.553862, 15.153631 | 10073301360001 | Ladda upp en bild av detta fornminne      |
| Linneryd 137:1              | Röse                             |              | Linneryd, Småland   |       | 56.548959, 15.152219 | 10073301370001 | Ladda upp en bild av detta fornminne      |
| Linneryd 137:2              | Röse                             |              | Linneryd, Småland   |       | 56.549372, 15.152034 | 10073301370002 | Ladda upp en bild av detta fornminne      |
| Linneryd 138:1              | Röse                             |              | Linneryd, Småland   |       | 56.632778, 15.111327 | 10073301380001 | Ladda upp en bild av detta fornminne      |
| Linneryd 139:1              | Röse                             |              | Linneryd, Småland   |       | 56.632669, 15.109430 | 10073301390001 | Ladda upp en bild av detta fornminne      |
| Linneryd 140:1              | Stensättning                     |              | Linneryd, Småland   |       | 56.624663, 15.126963 | 10073301400001 | Ladda upp en bild av detta fornminne      |
| Linneryd 148:1              | Stenkammargrav                   |              | Linneryd, Småland   |       | 56.651566, 15.130208 | 10073301480001 | Ladda upp en bild av detta fornminne      |
| Linneryd 151:1              | Röse                             |              | Linneryd, Småland   |       | 56.574822, 15.129911 | 10073301510001 | Ladda upp en bild av detta fornminne      |
| Linneryd 153:1              | Röse                             |              | Linneryd, Småland   |       | 56.572164, 15.127643 | 10073301530001 | Ladda upp en bild av detta fornminne      |
| Drakaröret (Linneryd 159:1) | Röse                             |              | Linneryd, Småland   |       | 56.576239, 15.159232 | 10073301590001 | Ladda upp en bild av detta fornminne      |
| Linneryd 169:1              | Stensättning                     |              | Linneryd, Småland   |       | 56.641665, 15.302485 | 10073301690001 | Ladda upp en bild av detta fornminne      |
| Linneryd 188:1              | Röse                             |              | Linneryd, Småland   |       | 56.612653, 15.160472 | 10073301880001 | Ladda upp en bild av detta fornminne      |
| Linneryd 188:2              | Röse                             |              | Linneryd, Småland   |       | 56.612312, 15.159659 | 10073301880002 | Ladda upp en bild av detta fornminne      |
| Linneryd 189:1              | Röse                             |              | Linneryd, Småland   |       | 56.612111, 15.153681 | 10073301890001 | Ladda upp en bild av detta fornminne      |
| Linneryd 189:2              | Röse                             |              | Linneryd, Småland   |       | 56.611867, 15.154043 | 10073301890002 | Ladda upp en bild av detta fornminne      |
| Linneryd 190:1              | Röse                             |              | Linneryd, Småland   |       | 56.612868, 15.152857 | 10073301900001 | Ladda upp en bild av detta fornminne      |
| Linneryd 212:1              | Röse                             |              | Linneryd, Småland   |       | 56.633414, 15.185992 | 10073302120001 | Ladda upp en bild av detta fornminne      |
| Linneryd 212:2              | Röse                             |              | Linneryd, Småland   |       | 56.633051, 15.186729 | 10073302120002 | Ladda upp en bild av detta fornminne      |
| Linneryd 214:1              | Röse                             |              | Linneryd, Småland   |       | 56.634079, 15.188127 | 10073302140001 | Ladda upp en bild av detta fornminne      |
| Linneryd 225:1              | Stenkammargrav                   |              | Linneryd, Småland   |       | 56.649400, 15.119522 | 10073302250001 | Ladda upp en bild av detta fornminne      |
| Linneryd 233:1              | Kyrka/kapell                     |              | Linneryd, Småland   |       | 56.656702, 15.133037 | 10073302330001 | Ladda upp en bild av detta fornminne      |
| Linneryd 240:1              | Röse                             |              | Linneryd, Småland   |       | 56.578334, 15.137209 | 10073302400001 | Ladda upp en bild av detta fornminne      |
| Pengarör (Linneryd 266:1)   | Röse                             |              | Linneryd, Småland   |       | 56.613823, 15.158619 | 10073302660001 | Ladda upp en bild av detta fornminne      |
| Linneryd 306:1              | Röse                             |              | Linneryd, Småland   |       | 56.650903, 15.282840 | 10073303060001 | Ladda upp en bild av detta fornminne      |
| Linneryd 347:1              | Röse                             |              | Linneryd, Småland   |       | 56.637086, 15.124410 | 10073303470001 | Ladda upp en bild av detta fornminne      |
| Linneryd 348:1              | Röse                             |              | Linneryd, Småland   |       | 56.637302, 15.125647 | 10073303480001 | Ladda upp en bild av detta fornminne      |

## Södra Sandsjö
| Namn                | Lämningstyp    | Tillkomsttid | Historisk indelning    | Plats | Läge                 | ID-nr          | Bild                                 |
| ------------------- | -------------- | ------------ | ---------------------- | ----- | -------------------- | -------------- | ------------------------------------ |
| Södra Sandsjö 11:1  | Stenkammargrav |              | Södra Sandsjö, Småland |       | 56.505699, 15.060585 | 10075200110001 | Ladda upp en bild av detta fornminne |
| Södra Sandsjö 18:1  | Röse           |              | Södra Sandsjö, Småland |       | 56.509427, 15.155443 | 10075200180001 | Ladda upp en bild av detta fornminne |
| Södra Sandsjö 19:1  | Röse           |              | Södra Sandsjö, Småland |       | 56.522381, 15.163624 | 10075200190001 | Ladda upp en bild av detta fornminne |
| Södra Sandsjö 22:1  | Stensättning   |              | Södra Sandsjö, Småland |       | 56.475318, 15.127422 | 10075200220001 | Ladda upp en bild av detta fornminne |
| Södra Sandsjö 25:1  | Stensättning   |              | Södra Sandsjö, Småland |       | 56.505261, 15.062676 | 10075200250001 | Ladda upp en bild av detta fornminne |
| Södra Sandsjö 55:2  | Röse           |              | Södra Sandsjö, Småland |       | 56.521151, 15.055952 | 10075200550002 | Ladda upp en bild av detta fornminne |
| Södra Sandsjö 55:3  | Röse           |              | Södra Sandsjö, Småland |       | 56.520490, 15.056092 | 10075200550003 | Ladda upp en bild av detta fornminne |
| Södra Sandsjö 55:4  | Röse           |              | Södra Sandsjö, Småland |       | 56.520654, 15.056704 | 10075200550004 | Ladda upp en bild av detta fornminne |
| Södra Sandsjö 55:5  | Röse           |              | Södra Sandsjö, Småland |       | 56.519723, 15.051064 | 10075200550005 | Ladda upp en bild av detta fornminne |
| Södra Sandsjö 56:1  | Röse           |              | Södra Sandsjö, Småland |       | 56.527061, 15.054016 | 10075200560001 | Ladda upp en bild av detta fornminne |
| Södra Sandsjö 90:2  | Stensättning   |              | Södra Sandsjö, Småland |       | 56.551693, 15.047328 | 10075200900002 | Ladda upp en bild av detta fornminne |
| Södra Sandsjö 91:1  | Röse           |              | Södra Sandsjö, Småland |       | 56.526358, 15.197644 | 10075200910001 | Ladda upp en bild av detta fornminne |
| Södra Sandsjö 108:1 | Stenkammargrav |              | Södra Sandsjö, Småland |       | 56.498983, 15.043254 | 10075201080001 | Ladda upp en bild av detta fornminne |
| Södra Sandsjö 111:1 | Röse           |              | Södra Sandsjö, Småland |       | 56.508925, 15.155294 | 10075201110001 | Ladda upp en bild av detta fornminne |
| Södra Sandsjö 467   | Röse           |              | Södra Sandsjö, Småland |       | 56.529812, 15.176554 | 12000000092833 | Ladda upp en bild av detta fornminne |

## Tingsås
| Namn                            | Lämningstyp      | Tillkomsttid | Historisk indelning | Plats | Läge                 | ID-nr          | Bild                                 |
| ------------------------------- | ---------------- | ------------ | ------------------- | ----- | -------------------- | -------------- | ------------------------------------ |
| Tingsås 6:1                     | Gravfält         |              | Tingsås, Småland    |       | 56.562560, 14.999503 | 10075700060001 | Ladda upp en bild av detta fornminne |
| Kungastenarna (Tingsås 10:1)    | Minnesmärke      |              | Tingsås, Småland    |       | 56.516380, 14.990141 | 10075700100001 | Ladda upp en bild av detta fornminne |
| Tingsås 14:1                    | Stensättning     |              | Tingsås, Småland    |       | 56.578862, 14.998487 | 10075700140001 | Ladda upp en bild av detta fornminne |
| Prästastenen (Tingsås 15:1)     | Begravningsplats |              | Tingsås, Småland    |       | 56.454462, 15.036771 | 10075700150001 | Ladda upp en bild av detta fornminne |
| Pestbacken (Tingsås 17:1)       | Begravningsplats |              | Tingsås, Småland    |       | 56.394409, 14.886347 | 10075700170001 | Ladda upp en bild av detta fornminne |
| Tingsås 84:1                    | Stensättning     |              | Tingsås, Småland    |       | 56.511877, 14.913629 | 10075700840001 | Ladda upp en bild av detta fornminne |
| Tingsås 95:1                    | Stensättning     |              | Tingsås, Småland    |       | 56.495544, 14.910427 | 10075700950001 | Ladda upp en bild av detta fornminne |
| Tingsås 96:1                    | Stensättning     |              | Tingsås, Småland    |       | 56.511616, 14.915366 | 10075700960001 | Ladda upp en bild av detta fornminne |
| Tingsås 133:1                   | Röse             |              | Tingsås, Småland    |       | 56.532206, 14.918356 | 10075701330001 | Ladda upp en bild av detta fornminne |
| Tingsås 208:1                   | Stensättning     |              | Tingsås, Småland    |       | 56.459369, 15.042565 | 10075702080001 | Ladda upp en bild av detta fornminne |
| Tingsås 294:1                   | Stensättning     |              | Tingsås, Småland    |       | 56.559234, 15.007470 | 10075702940001 | Ladda upp en bild av detta fornminne |
| Tingsås 400:1                   | Stensättning     |              | Tingsås, Småland    |       | 56.494654, 14.997899 | 10075704000001 | Ladda upp en bild av detta fornminne |
| Tingsås 400:2                   | Stensättning     |              | Tingsås, Småland    |       | 56.494685, 14.998173 | 10075704000002 | Ladda upp en bild av detta fornminne |
| Törnemåla kvarn (Urshult 559:1) | Kvarn            |              | Tingsås, Småland    |       | 56.464255, 14.927092 | 10076405590001 | Ladda upp en bild av detta fornminne |

## Urshult
| Namn                                      | Lämningstyp                      | Tillkomsttid | Historisk indelning | Plats | Läge                 | ID-nr          | Bild                                 |
| ----------------------------------------- | -------------------------------- | ------------ | ------------------- | ----- | -------------------- | -------------- | ------------------------------------ |
| Urshult 5:1                               | Stenkammargrav                   |              | Urshult, Småland    |       | 56.610143, 14.738962 | 10076400050001 | Ladda upp en bild av detta fornminne |
| Urshult 9:1                               | Stenkammargrav                   |              | Urshult, Småland    |       | 56.612336, 14.711968 | 10076400090001 | Ladda upp en bild av detta fornminne |
| Urshult 11:1                              | Stenkammargrav                   |              | Urshult, Småland    |       | 56.599737, 14.758947 | 10076400110001 | Ladda upp en bild av detta fornminne |
| Urshult 12:1                              | Stenkammargrav                   |              | Urshult, Småland    |       | 56.598453, 14.763178 | 10076400120001 | Ladda upp en bild av detta fornminne |
| Urshult 20:1                              | Stenkammargrav                   |              | Urshult, Småland    |       | 56.596368, 14.748105 | 10076400200001 | Ladda upp en bild av detta fornminne |
| Urshult 32:1                              | Stenkammargrav                   |              | Urshult, Småland    |       | 56.576539, 14.764012 | 10076400320001 | Ladda upp en bild av detta fornminne |
| Kisterör (Urshult 48:1)                   | Stenkammargrav                   |              | Urshult, Småland    |       | 56.588868, 14.762884 | 10076400480001 | Ladda upp en bild av detta fornminne |
| Urshult 64:1                              | Stenkammargrav                   |              | Urshult, Småland    |       | 56.580264, 14.763326 | 10076400640001 | Ladda upp en bild av detta fornminne |
| Urshult 65:1                              | Stenkammargrav                   |              | Urshult, Småland    |       | 56.597235, 14.751827 | 10076400650001 | Ladda upp en bild av detta fornminne |
| Skansen (Urshult 80:1)                    | Stensättning                     |              | Urshult, Småland    |       | 56.391430, 14.836578 | 10076400800001 | Ladda upp en bild av detta fornminne |
| Urshult 102:1                             | Stenkammargrav                   |              | Urshult, Småland    |       | 56.564128, 14.796684 | 10076401020001 | Ladda upp en bild av detta fornminne |
| Urshult 103:1                             | Grav markerad av sten/block      |              | Urshult, Småland    |       | 56.574187, 14.792151 | 10076401030001 | Ladda upp en bild av detta fornminne |
| Urshult 108:1                             | Begravningsplats                 |              | Urshult, Småland    |       | 56.574379, 14.799002 | 10076401080001 | Ladda upp en bild av detta fornminne |
| Tomtaröset (Urshult 116:1)                | Gravfält                         |              | Urshult, Småland    |       | 56.553151, 14.904975 | 10076401160001 | Ladda upp en bild av detta fornminne |
| Predikstolen (Urshult 119:2)              | Ristning, medeltid/historisk tid |              | Urshult, Småland    |       | 56.556659, 14.848115 | 10076401190002 | Ladda upp en bild av detta fornminne |
| Kungsholmen (Slottsholmen (Urshult 126:1) | Borg                             |              | Urshult, Småland    |       | 56.544313, 14.761833 | 10076401260001 | Ladda upp en bild av detta fornminne |
| Bosholme (Urshult 137:1)                  | Borg                             |              | Urshult, Småland    |       | 56.574369, 14.752408 | 10076401370001 | Ladda upp en bild av detta fornminne |
| Urshult 157:1                             | Röse                             |              | Urshult, Småland    |       | 56.522576, 14.802656 | 10076401570001 | Ladda upp en bild av detta fornminne |
| Urshult 157:2                             | Stensättning                     |              | Urshult, Småland    |       | 56.522705, 14.801886 | 10076401570002 | Ladda upp en bild av detta fornminne |
| Urshult 314:1                             | Röse                             |              | Urshult, Småland    |       | 56.563763, 14.800642 | 10076403140001 | Ladda upp en bild av detta fornminne |
| Urshult 391:1                             | Stenkrets                        |              | Urshult, Småland    |       | 56.542753, 14.806944 | 10076403910001 | Ladda upp en bild av detta fornminne |
| Urshult 394:1                             | Röse                             |              | Urshult, Småland    |       | 56.526075, 14.808981 | 10076403940001 | Ladda upp en bild av detta fornminne |
| Urshult 397:1                             | Stensättning                     |              | Urshult, Småland    |       | 56.517526, 14.800584 | 10076403970001 | Ladda upp en bild av detta fornminne |
| Urshult 643:1                             | Röse                             |              | Urshult, Småland    |       | 56.574861, 14.789167 | 10076406430001 | Ladda upp en bild av detta fornminne |
| Urshult 647:1                             | Stensättning                     |              | Urshult, Småland    |       | 56.569881, 14.776449 | 10076406470001 | Ladda upp en bild av detta fornminne |
| Urshult 658                               | Fornborg                         |              | Urshult, Småland    |       | 56.620860, 14.723462 | 12000000086373 | Ladda upp en bild av detta fornminne |

## Väckelsång
| Namn                                  | Lämningstyp         | Tillkomsttid | Historisk indelning | Plats | Läge                 | ID-nr          | Bild                                 |
| ------------------------------------- | ------------------- | ------------ | ------------------- | ----- | -------------------- | -------------- | ------------------------------------ |
| Väckelsång 7:1                        | Stensättning        |              | Väckelsång, Småland |       | 56.578190, 14.942344 | 10077100070001 | Ladda upp en bild av detta fornminne |
| Väckelsång 13:1                       | Röse                |              | Väckelsång, Småland |       | 56.631748, 14.921922 | 10077100130001 | Ladda upp en bild av detta fornminne |
| Väckelsång 15:1                       | Gravfält            |              | Väckelsång, Småland |       | 56.642700, 14.916998 | 10077100150001 | Ladda upp en bild av detta fornminne |
| Glasröret (Väckelsång 17:1)           | Stensättning        |              | Väckelsång, Småland |       | 56.630344, 14.948748 | 10077100170001 | Ladda upp en bild av detta fornminne |
| Väckelsång 18:1                       | Stensättning        |              | Väckelsång, Småland |       | 56.641643, 14.931239 | 10077100180001 | Ladda upp en bild av detta fornminne |
| Väckelsång 19:1                       | Gravfält            |              | Väckelsång, Småland |       | 56.646813, 14.913975 | 10077100190001 | Ladda upp en bild av detta fornminne |
| Väckelsång 20:1                       | Hög                 |              | Väckelsång, Småland |       | 56.647119, 14.915327 | 10077100200001 | Ladda upp en bild av detta fornminne |
| Väckelsång 21:1                       | Hällristning        |              | Väckelsång, Småland |       | 56.648217, 14.914576 | 10077100210001 | Ladda upp en bild av detta fornminne |
| Väckelsång 21:2                       | Hällristning        |              | Väckelsång, Småland |       | 56.648179, 14.913989 | 10077100210002 | Ladda upp en bild av detta fornminne |
| Väckelsång 22:1                       | Begravningsplats    |              | Väckelsång, Småland |       | 56.653101, 14.917563 | 10077100220001 | Ladda upp en bild av detta fornminne |
| Väckelsång 24:1                       | Röse                |              | Väckelsång, Småland |       | 56.662063, 14.927916 | 10077100240001 | Ladda upp en bild av detta fornminne |
| Väckelsång 24:2                       | Stensättning        |              | Väckelsång, Småland |       | 56.661939, 14.928028 | 10077100240002 | Ladda upp en bild av detta fornminne |
| Väckelsång 25:1                       | Röse                |              | Väckelsång, Småland |       | 56.661144, 14.928581 | 10077100250001 | Ladda upp en bild av detta fornminne |
| Väckelsång 26:1                       | Röse                |              | Väckelsång, Småland |       | 56.661705, 14.923019 | 10077100260001 | Ladda upp en bild av detta fornminne |
| Väckelsång 27:1                       | Röse                |              | Väckelsång, Småland |       | 56.664967, 14.926429 | 10077100270001 | Ladda upp en bild av detta fornminne |
| Älvkvarnsstenen (Väckelsång 28:1)     | Hällristning        |              | Väckelsång, Småland |       | 56.661614, 14.939178 | 10077100280001 | Ladda upp en bild av detta fornminne |
| Väckelsång 30:1                       | Stensättning        |              | Väckelsång, Småland |       | 56.656302, 14.913808 | 10077100300001 | Ladda upp en bild av detta fornminne |
| Väckelsång 31:1                       | Gravfält            |              | Väckelsång, Småland |       | 56.655864, 14.911252 | 10077100310001 | Ladda upp en bild av detta fornminne |
| Väckelsång 32:1                       | Röse                |              | Väckelsång, Småland |       | 56.667013, 14.917575 | 10077100320001 | Ladda upp en bild av detta fornminne |
| Väckelsång 34:1                       | Röse                |              | Väckelsång, Småland |       | 56.666891, 14.927291 | 10077100340001 | Ladda upp en bild av detta fornminne |
| Väckelsång 34:2                       | Stensättning        |              | Väckelsång, Småland |       | 56.667013, 14.927006 | 10077100340002 | Ladda upp en bild av detta fornminne |
| Väckelsång 37:1                       | Röse                |              | Väckelsång, Småland |       | 56.670136, 14.936396 | 10077100370001 | Ladda upp en bild av detta fornminne |
| Väckelsång 38:1                       | Röse                |              | Väckelsång, Småland |       | 56.674156, 14.923766 | 10077100380001 | Ladda upp en bild av detta fornminne |
| Väckelsång 38:2                       | Hällristning        |              | Väckelsång, Småland |       | 56.674164, 14.923775 | 10077100380002 | Ladda upp en bild av detta fornminne |
| Väckelsång 44:1                       | Gravfält            |              | Väckelsång, Småland |       | 56.634468, 14.937921 | 10077100440001 | Ladda upp en bild av detta fornminne |
| Väckelsång 92:1                       | Röse                |              | Väckelsång, Småland |       | 56.671829, 14.931786 | 10077100920001 | Ladda upp en bild av detta fornminne |
| Väckelsång 96:1                       | Stensättning        |              | Väckelsång, Småland |       | 56.675277, 14.923987 | 10077100960001 | Ladda upp en bild av detta fornminne |
| Väckelsång 98:1                       | Stensättning        |              | Väckelsång, Småland |       | 56.669823, 14.925987 | 10077100980001 | Ladda upp en bild av detta fornminne |
| Väckelsång 99:1                       | Stensättning        |              | Väckelsång, Småland |       | 56.671906, 14.924863 | 10077100990001 | Ladda upp en bild av detta fornminne |
| Väckelsång 102:1                      | Stenkammargrav      |              | Väckelsång, Småland |       | 56.556157, 14.970520 | 10077101020001 | Ladda upp en bild av detta fornminne |
| Väckelsång 109:1                      | Röse                |              | Väckelsång, Småland |       | 56.629434, 14.973478 | 10077101090001 | Ladda upp en bild av detta fornminne |
| Väckelsång 115:1                      | Stensättning        |              | Väckelsång, Småland |       | 56.553317, 14.974147 | 10077101150001 | Ladda upp en bild av detta fornminne |
| Väckelsång 115:2                      | Stensättning        |              | Väckelsång, Småland |       | 56.553394, 14.973946 | 10077101150002 | Ladda upp en bild av detta fornminne |
| Väckelsång 118:1                      | Stenkammargrav      |              | Väckelsång, Småland |       | 56.664764, 14.898505 | 10077101180001 | Ladda upp en bild av detta fornminne |
| Väckelsång 118:2                      | Hällristning        |              | Väckelsång, Småland |       | 56.664779, 14.898504 | 10077101180002 | Ladda upp en bild av detta fornminne |
| Väckelsång 121:1                      | Röse                |              | Väckelsång, Småland |       | 56.668645, 14.907321 | 10077101210001 | Ladda upp en bild av detta fornminne |
| Väckelsång 125:1                      | Begravningsplats    |              | Väckelsång, Småland |       | 56.626683, 15.018928 | 10077101250001 | Ladda upp en bild av detta fornminne |
| Väckelsång 129:1                      | Röse                |              | Väckelsång, Småland |       | 56.617225, 15.015584 | 10077101290001 | Ladda upp en bild av detta fornminne |
| Väckelsång 131:1                      | Stenkammargrav      |              | Väckelsång, Småland |       | 56.561169, 14.964344 | 10077101310001 | Ladda upp en bild av detta fornminne |
| Väckelsång 133:1                      | Hällristning        |              | Väckelsång, Småland |       | 56.664588, 14.898574 | 10077101330001 | Ladda upp en bild av detta fornminne |
| Väckelsång 140:1                      | Röse                |              | Väckelsång, Småland |       | 56.549512, 14.964385 | 10077101400001 | Ladda upp en bild av detta fornminne |
| Väckelsång 140:2                      | Röse                |              | Väckelsång, Småland |       | 56.549757, 14.964233 | 10077101400002 | Ladda upp en bild av detta fornminne |
| Väckelsång 170:1                      | Röse                |              | Väckelsång, Småland |       | 56.635606, 15.022754 | 10077101700001 | Ladda upp en bild av detta fornminne |
| Väckelsång 182:1                      | Stensättning        |              | Väckelsång, Småland |       | 56.612774, 15.030823 | 10077101820001 | Ladda upp en bild av detta fornminne |
| Väckelsång 183:1                      | Röse                |              | Väckelsång, Småland |       | 56.611835, 15.029666 | 10077101830001 | Ladda upp en bild av detta fornminne |
| Väckelsång 190:1                      | Stensättning        |              | Väckelsång, Småland |       | 56.653625, 14.899353 | 10077101900001 | Ladda upp en bild av detta fornminne |
| Väckelsång 193:1                      | Stensättning        |              | Väckelsång, Småland |       | 56.659533, 14.881998 | 10077101930001 | Ladda upp en bild av detta fornminne |
| Väckelsång 201:1                      | Stensättning        |              | Väckelsång, Småland |       | 56.646095, 14.941725 | 10077102010001 | Ladda upp en bild av detta fornminne |
| Väckelsång 202:1                      | Röse                |              | Väckelsång, Småland |       | 56.645252, 14.939508 | 10077102020001 | Ladda upp en bild av detta fornminne |
| Väckelsång 202:2                      | Stensättning        |              | Väckelsång, Småland |       | 56.645302, 14.939396 | 10077102020002 | Ladda upp en bild av detta fornminne |
| Väckelsång 202:3                      | Stensättning        |              | Väckelsång, Småland |       | 56.645306, 14.939229 | 10077102020003 | Ladda upp en bild av detta fornminne |
| Väckelsång 209:1                      | Stensättning        |              | Väckelsång, Småland |       | 56.656178, 14.960487 | 10077102090001 | Ladda upp en bild av detta fornminne |
| Väckelsång 210:1                      | Stensättning        |              | Väckelsång, Småland |       | 56.657834, 14.961098 | 10077102100001 | Ladda upp en bild av detta fornminne |
| Väckelsång 210:2                      | Röse                |              | Väckelsång, Småland |       | 56.657796, 14.962086 | 10077102100002 | Ladda upp en bild av detta fornminne |
| Hanehög (Väckelsång 221:1)            | Lägenhetsbebyggelse |              | Väckelsång, Småland |       | 56.669467, 14.906017 | 10077102210001 | Ladda upp en bild av detta fornminne |
| Svenstorp (Väckelsång 227:1)          | Lägenhetsbebyggelse |              | Väckelsång, Småland |       | 56.665984, 14.898240 | 10077102270001 | Ladda upp en bild av detta fornminne |
| Tråsstorpet (Väckelsång 228:1)        | Lägenhetsbebyggelse |              | Väckelsång, Småland |       | 56.659492, 14.896640 | 10077102280001 | Ladda upp en bild av detta fornminne |
| Stakatorp (Väckelsång 230:1)          | Lägenhetsbebyggelse |              | Väckelsång, Småland |       | 56.644306, 14.876047 | 10077102300001 | Ladda upp en bild av detta fornminne |
| Hjerpatorpet (Väckelsång 236:1)       | Lägenhetsbebyggelse |              | Väckelsång, Småland |       | 56.640800, 14.878698 | 10077102360001 | Ladda upp en bild av detta fornminne |
| Väckelsång 238:1                      | Lägenhetsbebyggelse |              | Väckelsång, Småland |       | 56.631408, 14.871790 | 10077102380001 | Ladda upp en bild av detta fornminne |
| Bokön (Väckelsång 239:1)              | Lägenhetsbebyggelse |              | Väckelsång, Småland |       | 56.631664, 14.878973 | 10077102390001 | Ladda upp en bild av detta fornminne |
| Väckelsång 240:1                      | Lägenhetsbebyggelse |              | Väckelsång, Småland |       | 56.630054, 14.886696 | 10077102400001 | Ladda upp en bild av detta fornminne |
| Stora Björsatorpet (Väckelsång 241:1) | Lägenhetsbebyggelse |              | Väckelsång, Småland |       | 56.626276, 14.876530 | 10077102410001 | Ladda upp en bild av detta fornminne |
| Väckelsång 243:1                      | Lägenhetsbebyggelse |              | Väckelsång, Småland |       | 56.615474, 14.872767 | 10077102430001 | Ladda upp en bild av detta fornminne |
| Grimsberg (Väckelsång 244:1)          | Lägenhetsbebyggelse |              | Väckelsång, Småland |       | 56.618299, 14.878975 | 10077102440001 | Ladda upp en bild av detta fornminne |
| Väckelsång 285:1                      | Röse                |              | Väckelsång, Småland |       | 56.625217, 15.021928 | 10077102850001 | Ladda upp en bild av detta fornminne |

## Älmeboda
| Namn                                | Lämningstyp                 | Tillkomsttid | Historisk indelning | Plats | Läge                 | ID-nr          | Bild                                      |
| ----------------------------------- | --------------------------- | ------------ | ------------------- | ----- | -------------------- | -------------- | ----------------------------------------- |
| Lindkullerör (Älmeboda 2:1)         | Stensättning                |              | Älmeboda, Småland   |       | 56.623856, 15.279254 | 10077600020001 | Ladda upp en bild av detta fornminne      |
| Älmeboda gamla kyrka (Älmeboda 6:1) | Kyrka/kapell                |              | Älmeboda, Småland   |       | 56.595077, 15.252593 | 10077600060001 | Ladda upp en till bild av detta fornminne |
| Älmeboda 9:1                        | Stenkammargrav              |              | Älmeboda, Småland   |       | 56.500363, 15.313940 | 10077600090001 | Ladda upp en bild av detta fornminne      |
| Älmeboda 10:1                       | Röse                        |              | Älmeboda, Småland   |       | 56.500288, 15.314562 | 10077600100001 | Ladda upp en bild av detta fornminne      |
| Älmeboda 11:1                       | Stenkammargrav              |              | Älmeboda, Småland   |       | 56.505656, 15.316920 | 10077600110001 | Ladda upp en bild av detta fornminne      |
| Älmeboda 12:1                       | Stenkammargrav              |              | Älmeboda, Småland   |       | 56.505401, 15.315769 | 10077600120001 | Ladda upp en bild av detta fornminne      |
| Älmeboda 13:1                       | Röse                        |              | Älmeboda, Småland   |       | 56.506569, 15.317356 | 10077600130001 | Ladda upp en bild av detta fornminne      |
| Älmeboda 13:2                       | Grav markerad av sten/block |              | Älmeboda, Småland   |       | 56.506377, 15.317412 | 10077600130002 | Ladda upp en bild av detta fornminne      |
| Älmeboda 13:3                       | Grav markerad av sten/block |              | Älmeboda, Småland   |       | 56.506341, 15.317583 | 10077600130003 | Ladda upp en bild av detta fornminne      |
| Älmeboda 13:4                       | Röse                        |              | Älmeboda, Småland   |       | 56.506255, 15.317480 | 10077600130004 | Ladda upp en bild av detta fornminne      |
| Älmeboda 14:1                       | Stenkammargrav              |              | Älmeboda, Småland   |       | 56.509305, 15.299215 | 10077600140001 | Ladda upp en bild av detta fornminne      |
| Älmeboda 17:1                       | Röse                        |              | Älmeboda, Småland   |       | 56.502475, 15.294676 | 10077600170001 | Ladda upp en bild av detta fornminne      |
| Älmeboda 18:1                       | Röse                        |              | Älmeboda, Småland   |       | 56.502236, 15.294573 | 10077600180001 | Ladda upp en bild av detta fornminne      |
| Älmeboda 29:1                       | Röse                        |              | Älmeboda, Småland   |       | 56.545991, 15.350316 | 10077600290001 | Ladda upp en bild av detta fornminne      |
| Älmeboda 30:1                       | Röse                        |              | Älmeboda, Småland   |       | 56.544693, 15.351698 | 10077600300001 | Ladda upp en bild av detta fornminne      |
| Älmeboda 31:1                       | Stenkammargrav              |              | Älmeboda, Småland   |       | 56.557811, 15.345907 | 10077600310001 | Ladda upp en bild av detta fornminne      |
| Älmeboda 32:1                       | Stenkammargrav              |              | Älmeboda, Småland   |       | 56.559036, 15.346116 | 10077600320001 | Ladda upp en bild av detta fornminne      |
| Drakarör (Älmeboda 36:1)            | Röse                        |              | Älmeboda, Småland   |       | 56.560084, 15.220306 | 10077600360001 | Ladda upp en bild av detta fornminne      |
| Älmeboda 37:1                       | Stenkammargrav              |              | Älmeboda, Småland   |       | 56.556536, 15.230088 | 10077600370001 | Ladda upp en bild av detta fornminne      |
| Älmeboda 47:1                       | Röse                        |              | Älmeboda, Småland   |       | 56.549532, 15.352280 | 10077600470001 | Ladda upp en bild av detta fornminne      |
| Älmeboda 68:1                       | Stenkammargrav              |              | Älmeboda, Småland   |       | 56.560939, 15.227117 | 10077600680001 | Ladda upp en bild av detta fornminne      |
| Älmeboda 101:1                      | Röse                        |              | Älmeboda, Småland   |       | 56.508595, 15.254098 | 10077601010001 | Ladda upp en bild av detta fornminne      |
| Älmeboda 103:1                      | Röse                        |              | Älmeboda, Småland   |       | 56.492223, 15.253812 | 10077601030001 | Ladda upp en bild av detta fornminne      |
| Älmeboda 104:1                      | Röse                        |              | Älmeboda, Småland   |       | 56.478640, 15.262710 | 10077601040001 | Ladda upp en bild av detta fornminne      |
| Älmeboda 105:1                      | Röse                        |              | Älmeboda, Småland   |       | 56.481270, 15.263100 | 10077601050001 | Ladda upp en bild av detta fornminne      |
| Älmeboda 107:2                      | Hällristning                |              | Älmeboda, Småland   |       | 56.482623, 15.262434 | 10077601070002 | Ladda upp en bild av detta fornminne      |
| Älmeboda 109:1                      | Röse                        |              | Älmeboda, Småland   |       | 56.477054, 15.262692 | 10077601090001 | Ladda upp en bild av detta fornminne      |
| Älmeboda 110:1                      | Röse                        |              | Älmeboda, Småland   |       | 56.477493, 15.261579 | 10077601100001 | Ladda upp en bild av detta fornminne      |
| Älmeboda 111:1                      | Stenkammargrav              |              | Älmeboda, Småland   |       | 56.471921, 15.260348 | 10077601110001 | Ladda upp en bild av detta fornminne      |
| Älmeboda 112:1                      | Stenkammargrav              |              | Älmeboda, Småland   |       | 56.469392, 15.240886 | 10077601120001 | Ladda upp en bild av detta fornminne      |
| Älmeboda 113:1                      | Stenkammargrav              |              | Älmeboda, Småland   |       | 56.484896, 15.247615 | 10077601130001 | Ladda upp en bild av detta fornminne      |
| Älmeboda 114:1                      | Röse                        |              | Älmeboda, Småland   |       | 56.533271, 15.313462 | 10077601140001 | Ladda upp en bild av detta fornminne      |
| Älmeboda 115:1                      | Röse                        |              | Älmeboda, Småland   |       | 56.532650, 15.313652 | 10077601150001 | Ladda upp en bild av detta fornminne      |
| Älmeboda 116:1                      | Stenkammargrav              |              | Älmeboda, Småland   |       | 56.525196, 15.303870 | 10077601160001 | Ladda upp en bild av detta fornminne      |
| Älmeboda 117:1                      | Stenkammargrav              |              | Älmeboda, Småland   |       | 56.511341, 15.302129 | 10077601170001 | Ladda upp en bild av detta fornminne      |
| Älmeboda 120:1                      | Röse                        |              | Älmeboda, Småland   |       | 56.533321, 15.279140 | 10077601200001 | Ladda upp en bild av detta fornminne      |
| Älmeboda 124:1                      | Stenkammargrav              |              | Älmeboda, Småland   |       | 56.517386, 15.339119 | 10077601240001 | Ladda upp en bild av detta fornminne      |
| Älmeboda 135:1                      | Röse                        |              | Älmeboda, Småland   |       | 56.568494, 15.321235 | 10077601350001 | Ladda upp en bild av detta fornminne      |
| Älmeboda 137:1                      | Röse                        |              | Älmeboda, Småland   |       | 56.520341, 15.289434 | 10077601370001 | Ladda upp en bild av detta fornminne      |
| Älmeboda 138:1                      | Stensättning                |              | Älmeboda, Småland   |       | 56.516420, 15.256784 | 10077601380001 | Ladda upp en bild av detta fornminne      |
| Älmeboda 158:1                      | Stensättning                |              | Älmeboda, Småland   |       | 56.518949, 15.296211 | 10077601580001 | Ladda upp en bild av detta fornminne      |
| Älmeboda 160:1                      | Stensättning                |              | Älmeboda, Småland   |       | 56.510764, 15.300022 | 10077601600001 | Ladda upp en bild av detta fornminne      |
| Älmeboda 162:1                      | Stensättning                |              | Älmeboda, Småland   |       | 56.498817, 15.258149 | 10077601620001 | Ladda upp en bild av detta fornminne      |
| Älmeboda 216:1                      | Röse                        |              | Älmeboda, Småland   |       | 56.553345, 15.219517 | 10077602160001 | Ladda upp en bild av detta fornminne      |
| Älmeboda 216:2                      | Stensättning                |              | Älmeboda, Småland   |       | 56.553260, 15.219396 | 10077602160002 | Ladda upp en bild av detta fornminne      |